# Cephaloleia bondari
Cephaloleia bondari is een keversoort uit de familie bladkevers (Chrysomelidae). De wetenschappelijke naam van de soort werd in 1945 gepubliceerd door Francisco de Asis Monrós.